# Émile Gaston Chassinat
Émile Gaston Chassinat (Parigi, 5 maggio 1868 – Saint-Germain-en-Laye, 26 maggio 1948) è stato un egittologo e archeologo francese, allievo di Gaston Maspero e Eugène Revillout  lavorò presso il dipartimento di egittologia del Museo del Louvre, e dal 1895 divenne membro dell’Istituto francese di archeologia orientale (IFAO) a Il Cairo , di cui fu direttore, in sostituzione di Urbain Bouriat, dal 1898 al 1912.

## Biografia

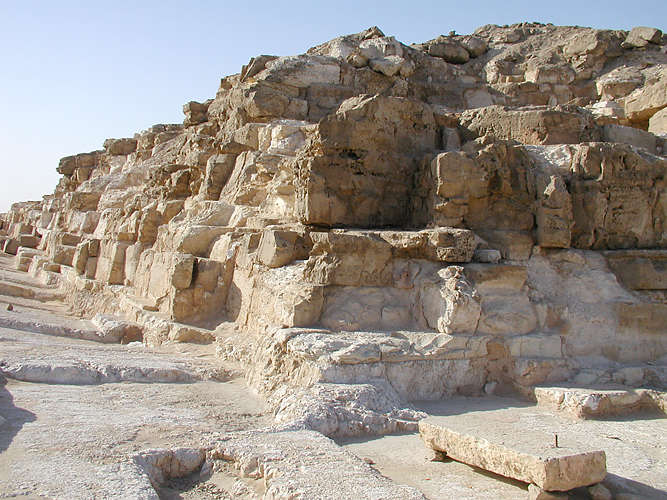
Veduta della Piramide di Djedefra che fu studiata sistematicamente da Chassinat a partire dal 1901.

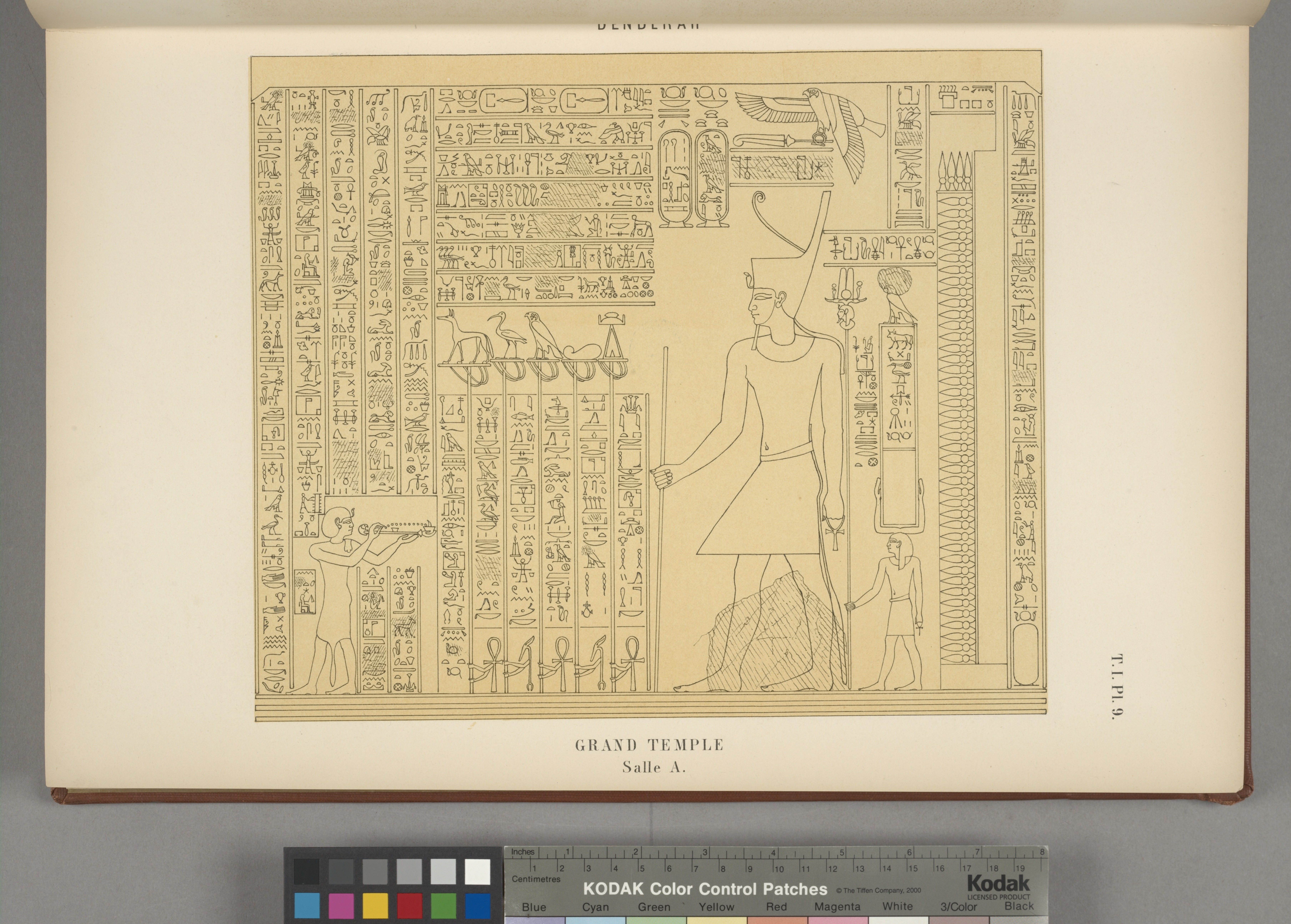
Iscrizione ritrovata nel Grande Tempio di Dendera, sala A, prima fila di colonne a destra.

Nacque nel V arrondissement di Parigi il 5 maggio 1848, all’interno di una famiglia di modeste possibilità, e all’età di quattordici anni andò a lavorare presso l’Imprimerie nationale. Per migliorare le sue abilità tipografiche iniziò a studiare le lingue antiche, seguendo dapprima i corsi di Paul Pierret e Eugène Revillout alla Scuola del Louvre e quindi quelli di Gaston Maspero all’École pratique des hautes études. Maspero gli consiglio di ottenere il diploma di maturità e di imparare le lingue classiche ed egli seguì il suo consiglio, conseguendo contemporaneamente anche la laurea presso l’École pratique des haute études con un tesi sulla religione nel periodo tolemaico intitolata Livre de protéger la barque divine.
Tra il 1892 al 1895 fu segretario della rivista Revue de l’Histoire des Religions, e dal 1894 andò a lavorate presso il dipartimento delle Antichità egiziane del Museo del Louvre. Nel 1895 andò a lavorare presso l’Istituto francese di archeologia orientale (IFAO) a Il Cairo, dove nel 1898 sostituì Urbain Bouriant, molto malato, nella carica di direttore dell’istituto. Uno dei primi atti fu di vendere la vecchia sede per acquistare, nel maggio 1907, il Palazzo Mounira, ricavando un buon profitto per le casse dell’istituto. Subito dopo creò la tipografia, comprensiva di oltre settemila caratteri geroglifici, per pubblicare in proprio le opere sull’egittologia, realizzando nel 1907 il monumentale Catalogue général du Musée du Caire.
Meno nota è la sua attività di archeologo sul campo, dove eseguì scavi ad Abu Rawash (Antico Regno), Meir, Asyūṭ e Qattah (Medio Regno), Valle dei Re (Nuovo Regno), Fayyum e Tehneh (periodo greco-romano), Monastero di Baouit (periodo copto). Realizzò anche, insieme a Gustave Jéquier, un grande dizionario archeologico rimasto inedito a causa della mancanza di editore. 
Si dimise dalla carica di direttore dell’IFAO nel 1912, sostituito brevemente da Louis Duchesne, dopo una diffamante campagna di stampa, a causa di uno scandalo dovuto all’incauto acquisto, tramite un mercante, di un lotto di manoscritti copti rivelatisi poi rubati. La sua carriera di archeologo terminò qui, ma egli continuò a scrivere e pubblicare numerosi testi sull’egittologia. Rientrò in Francia nel 1935, dopo la pubblicazione dei primi quattro volumi sul Tempio di Dendera,  vivendo in gravi ristrettezze economiche. Si spense a Saint-Germain-en-Laye il 26 maggio 1948, e in quello stesso anno era divenuto membro dell'Institut d'Égypte. L’ultimo libro da lui realizzato fu Le Mystère d'Osiris au mois de Khoïak, fu pubblicato postumo in due volumi tra il 1966 e il 1968.
Noto è il suo lavoro sui testi tolemaici del tempio di Edfu, sotto la direzione di Maxence de Chalvet, pubblicato tra il 1897 e il 1918, dopo la morte di Chalvet, che gli valse l’assegnazione del Premio Maspero.

## Pubblicazioni

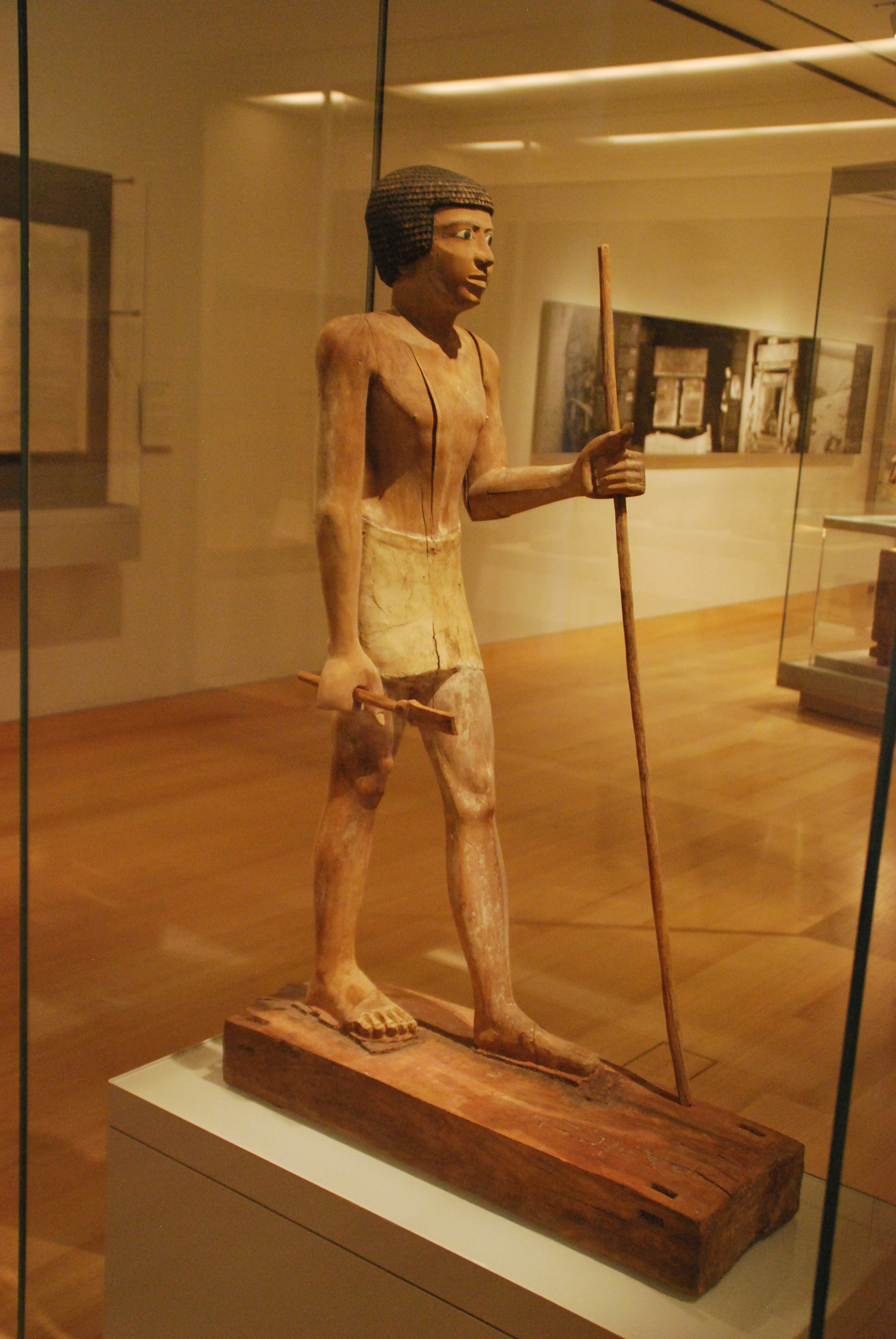
Statua del dignitario Wepwawetemhat, risalente al Medio Regno (2140–1991 A.C.), trovata ad Asyūṭ, tomba 14, da Emile Gaston Chassinat e Charles Palanque entrambi membri dell’Institut francais d'archeologie orientale, nel 1903.

- Fouilles de Qattah, con H. Gauthier e H. Pieron, Mémoire de Imprimerie de l'Institut français d'archéologie orientale (MIFAO), Il Cairo, 1906.
- 1881-1909, L'Institut Français d' Archeologie Orientale du Caire, Imprimerie de l'Institut français du Caire (IFAO), Il Cairo, 1909.
- Le Quatrième livre des entretiens et épîtres de Shenouti, IFAO, Il Cairo, 1911.
- Le temple d'Edfou, I, fasc. 1, con M. de Rochemonteix, MIFAO, Il Cairo, 1914.
- Une campagne de fouilles dans la nécropole d'Assiout, con C. H. Palanque, MIFAO, Il Cairo, 1911.
- Fouilles à Baouît, IFAO, Il Cairo, 1911.
- Supplément au catalogue des signes hiéroglyphiques l'imprimerie de l'Institut français du Caire, IFAO, Il Cairo, 1912.
- Le papyrus médical copte, MIFAO, Il Cairo, 1921.
- Le Temple de Dendara vol.I, IFAO, Il Cairo, 1934.
- Le Temple de Dendara vol.II, IFAO, Il Cairo, 1934-1935.
- Le Temple de Dendara vol.III, IFAO, Il Cairo, 1934-1935.
- Le Temple de Dendara vol.IV, IFAO, Il Cairo, 1934-1935.
- La Mammisi d’Edfou, MIFAO, Il Cairo, 1939.
- Le temple d'Edfou, X, fasc. 2, MIFAO, Il Cairo, 1960.
- Le temple de Dendara, V, con François Daumas, IFAO, Il Cairo, 1952.
- Le temple de Dendara, VI, con François Daumas, IFAO, Il Cairo, 1965.
- Le temple de Dendara, VII, 2 fasc., con François Daumas, IFAO, Il Cairo, 1972.
- Le temple de Dendara, VIII, 2 fasc., con François Daumas, IFAO, Il Cairo, 1978.
- Le temple d'Edfou, I, fasc. 1, con Maxence René de Chalvet Marquis de Rochemonteix, MIFAO, Il Cairo, 1984.
- Le temple d'Edfou, I, fasc. 2, con Maxence René de Chalvet Marquis de Rochemonteix, MIFAO, Il Cairo, 1984.
- Le temple d'Edfou, I, fasc. 3, con Maxence René de Chalvet Marquis de Rochemonteix, MIFAO, Il Cairo, 1987.
- Le temple d'Edfou, I, fasc. 4, con Maxence René de Chalvet Marquis de Rochemonteix, MIFAO, Il Cairo, 1984.
- Le Temple de Dendara, 2 fasc., PIFAO, IFAO, Il Cairo, 1987.
- Le temple d'Edfou, II, fasc. 1, MIFAO, Il Cairo, 1987.
- Le temple d'Edfou, II, fasc. 2, MIFAO, Il Cairo, 1990.
- Le Manuscrit magique copte n° 42573 du musée égyptien du Caire, IFAO, Il Cairo, 1955.
- Le Mystère d'Osiris au mois de Khoïak, vol. I e II,  IFAO, Il Cairo, 1966 e 1968.

### Annotazioni
1. ↑  Gli ultimi quattro furono realizzati da François Daumas, ed editi tra il 1952 e il 1978.

### Fonti
1. ↑  Pouillon 2008, p. 142.
2. 1 2 3 4 5 6 7  Pouillon 2008, p. 201.
3. ↑  Metropolitan Museum of Art 1999, p. XXII.
4. ↑  Livre de protéger la barque divine, in Recueil du Travaux, XVI, 1894.
5. 1 2 3  Metropolitan Museum of Art 1999, p. 135.
6. 1 2 3 4 5 6  Pouillon 2008, p. 202.
7. ↑  Pouillon 2008, p. 545.
8. 1 2  de Gruyter 2009, p. 321.
9. ↑   Chessinet Emile, su inha.fr, 22 julliet 2010. URL consultato il 24 aprile 2017.